# Église Saint-Hippolyte de Bay-sur-Aube
L’église Saint-Hippolyte est un édifice religieux catholique situé à Bay-sur-Aube, en France.

## Localisation
L’église se trouve au 3 rue de l’Église, perchée sur un éperon rocheux qui domine la vallée de l’Aube. Elle est située sur le territoire de la commune de Bay-sur-Aube, dans le département de la Haute-Marne, en région Grand Est, en France.

## Histoire
Construite au XIIIe siècle, l’église est dédiée à saint Hippolyte, martyr de l’Église primitive. Elle a connu plusieurs campagnes de restauration, notamment à la fin du Moyen Âge et au XVIIIe siècle, comme en témoigne le retable en bas-relief représentant le martyre du saint, œuvre du sculpteur Antoine Besançon en 1775
.
Elle est classée au titre des monuments historiques depuis le 21 mai 1906.

## Architecture
L’église présente une nef unique, un double transept et un chevet plat. L’extérieur conserve des éléments romans, notamment un portail en plein cintre surmonté d’une statue du martyre de saint Hippolyte (XVe siècle–XVIe siècle). L’intérieur, quant à lui, est entièrement voûté d’ogives, caractéristique du style gothique.
Le clocher, bas et massif, est percé de baies géminées dans le style langrois. L’ensemble architectural témoigne d’une transition entre art roman et gothique, typique des édifices religieux ruraux de la région.

## Décor et mobilier
Parmi les éléments remarquables :
- Retable du martyre de saint Hippolyte (1775), en bas-relief polychrome, signé Antoine Besançon[3].
- Des statues et notamment une statue de la Vierge à l’Enfant du XVIe siècle, en pierre polychrome, située dans la chapelle mariale[4].
- Plusieurs dalles funéraires gravées représentant des laboureurs et bûcherons (Moyen Âge)[5],[6],[7].
- Portail roman orné d’une sculpture évoquant la légende grecque du martyre de saint Hippolyte

## Phénomène solaire du 13 août
Chaque année, le 13 août, jour de la Saint-Hippolyte, un phénomène lumineux spectaculaire se produit : à 7h10, les rayons du soleil traversent l’oculus du chevet et projettent une mosaïque de couleurs sur le sol de la nef.

## Galerie

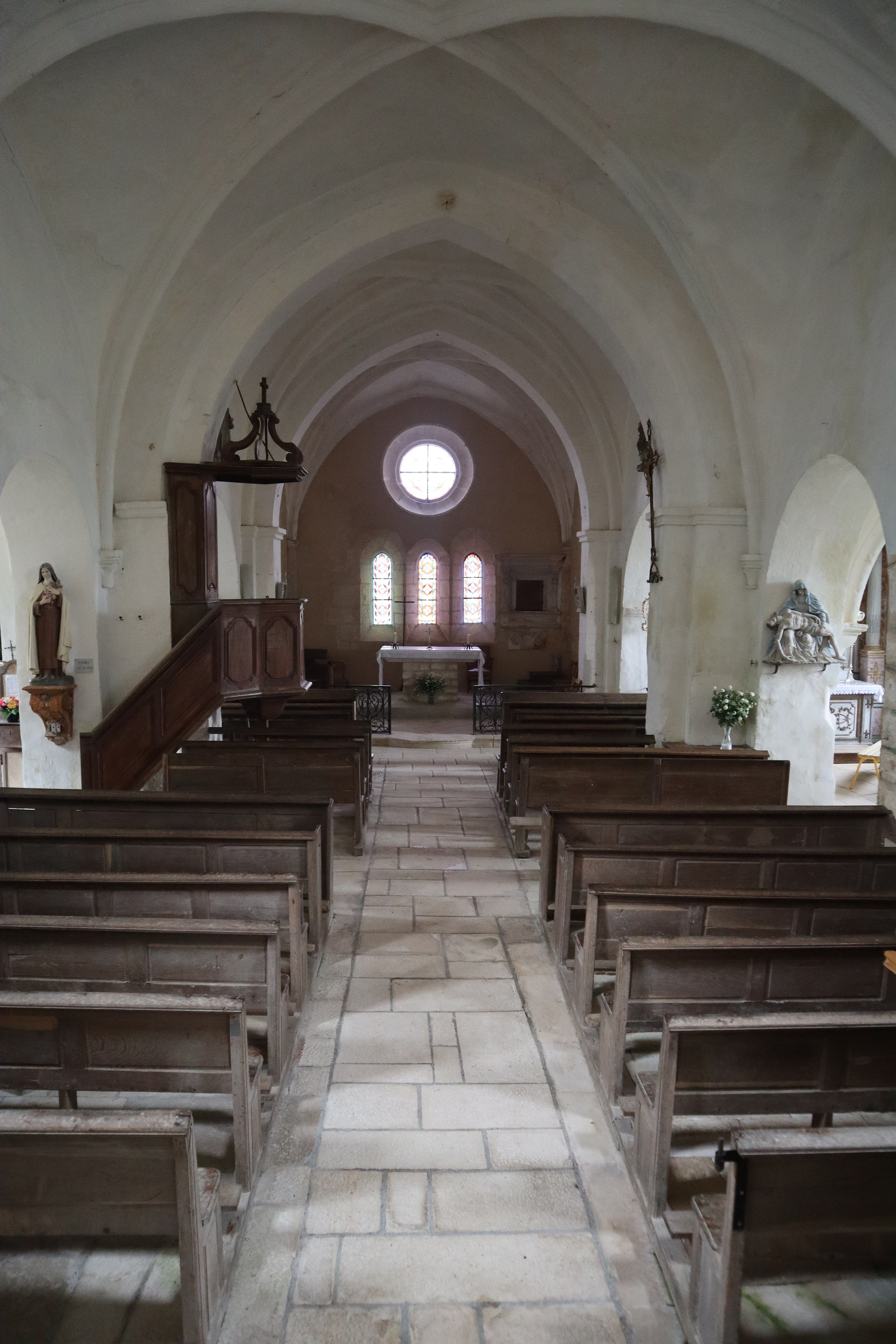
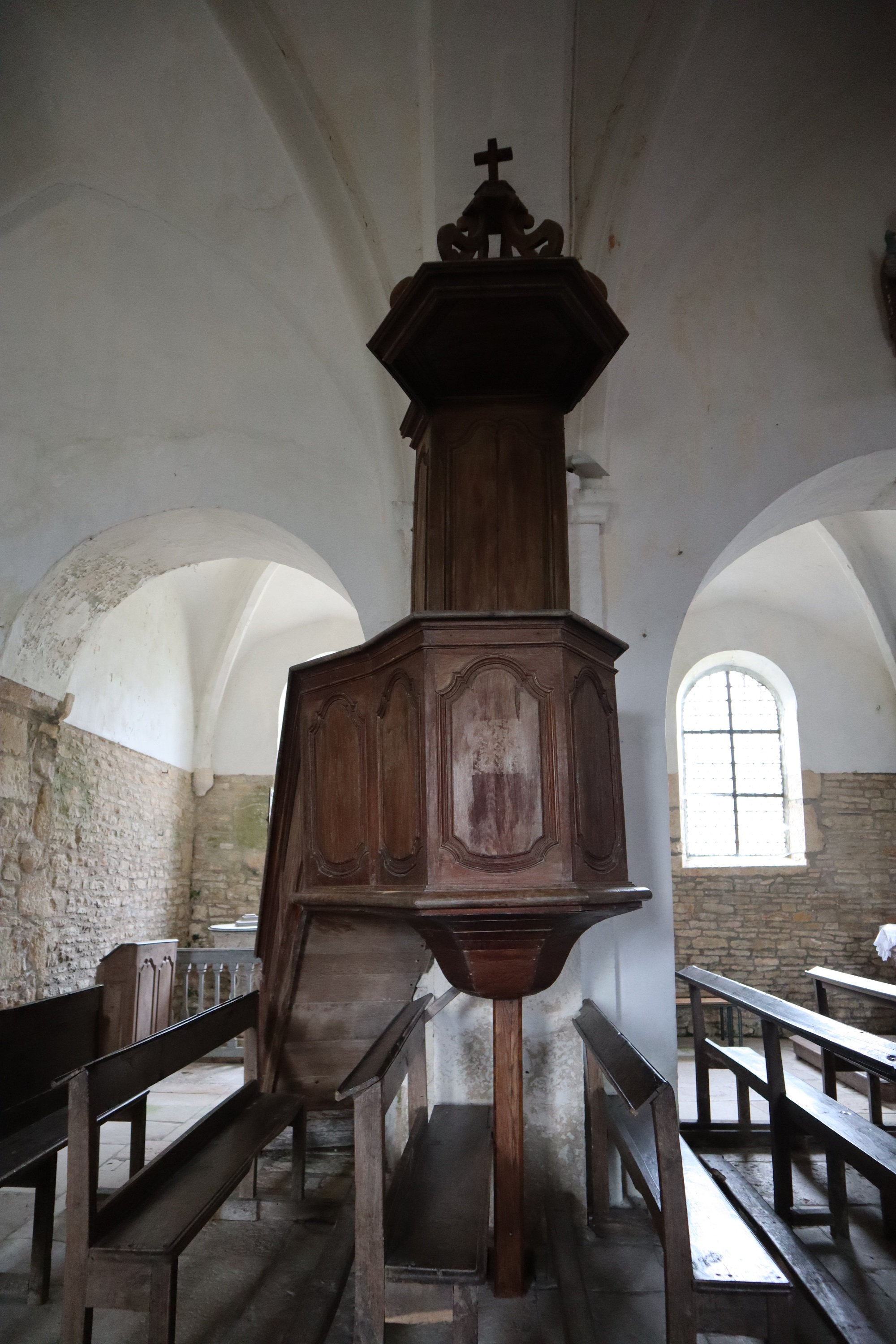
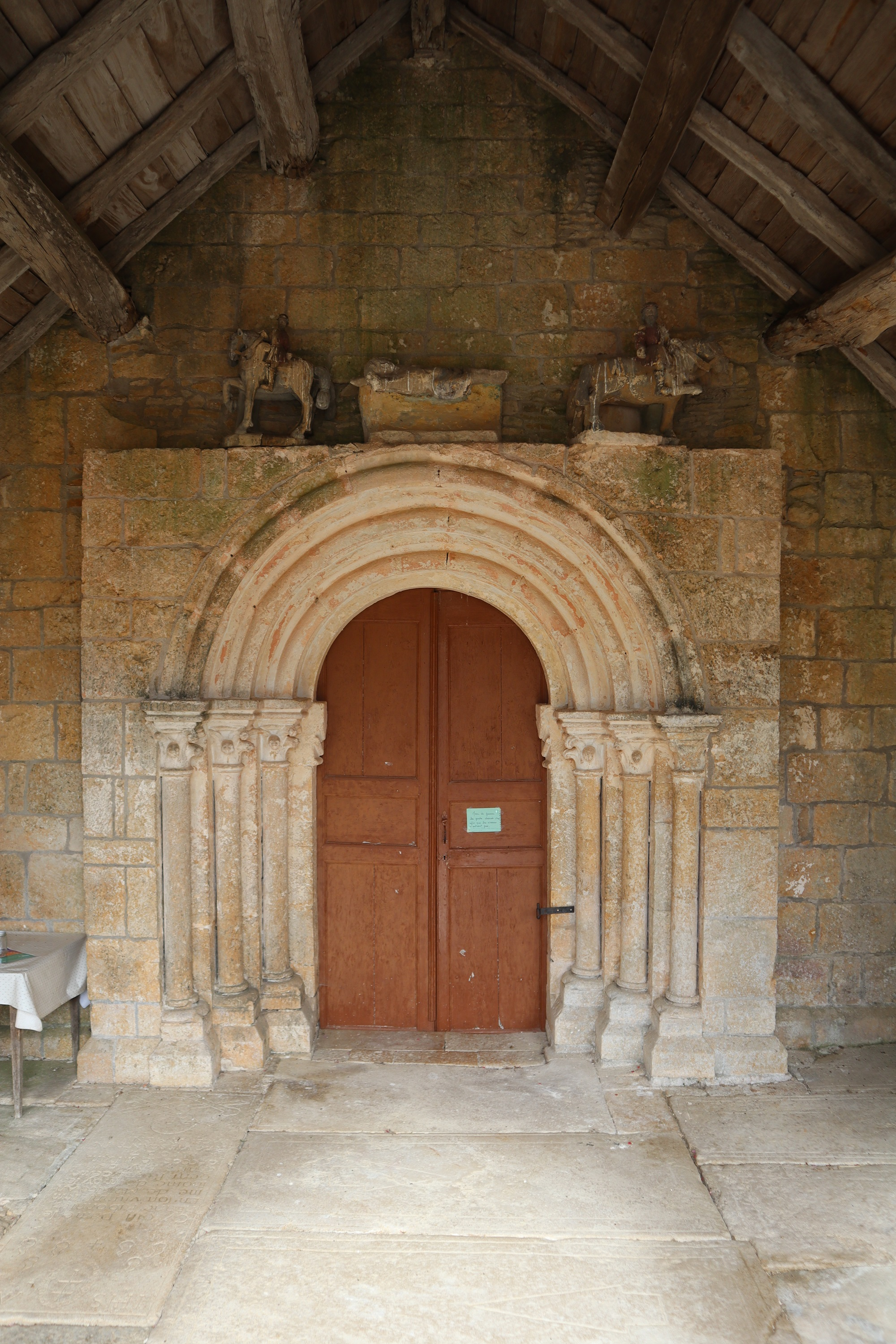
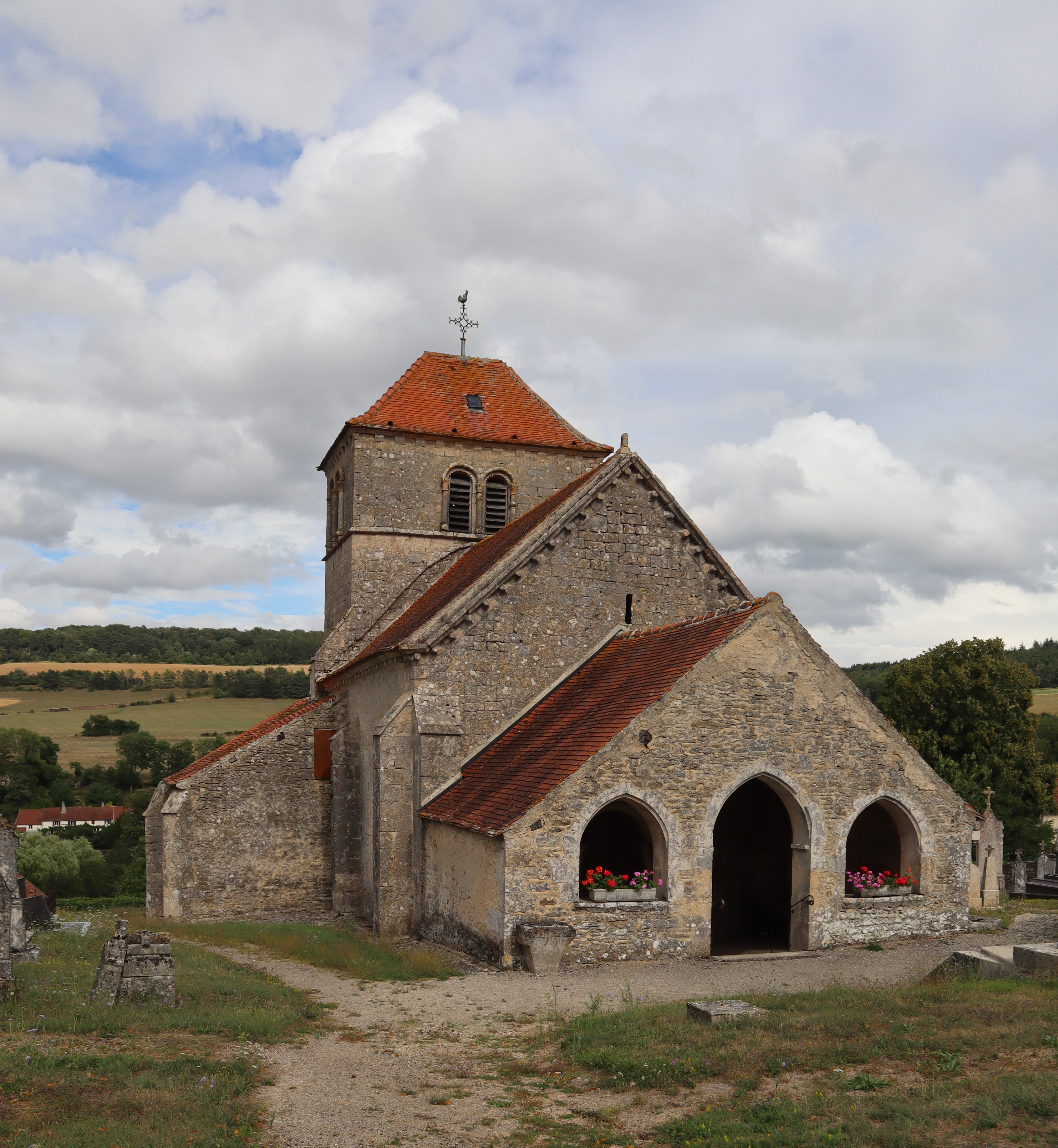